# Перник
Перник (болг. Перник) — місто в західній Болгарії, адміністративний центр Перницької області, общини Перник. З 20 липня 1949 до 19 січня 1962 року мало назву Димитров (на честь прем'єр-міністра Георгія Димитрова).
За останніми даними 2015 року його населення становить 74 824 осіб, що робить його найбільшим містом Західної Болгарії після столиці Софії та 11-е по країні.
У 2009 році був офіційно оголошений європейською столицею карнавалів.
З моменту свого заснування у 9 столітті місто отримало назву Перник. Найраніші повідомлення про поселення в Пернику сягають 6000 років (ранній неоліт). За роки до візантійського правління місто стало столицею земель між Дунаєм і Балканами. Сьогодні місто входить до числа великих  промислових центрів Болгарії.

## Географія

### Розташування
Воно розташоване в 25 км на південний захід від Софії, в 59 км на північний схід від Кюстендила, в 70 км на північ від Благоєвграда.

### Транспорт

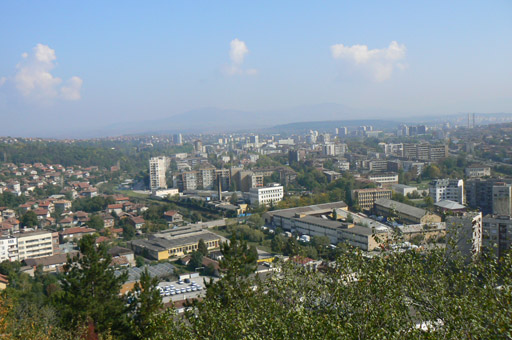
Вид на Перник з фортеці Кракра

Перник є важливим транспортним вузлом з зручними залізничними коліями в столицю Софію, в регіональні міста Благоєвград і Кюстенділ. Розвивається міський транспорт. Пасажирські перевезення здійснюються в основному міською транспортною компанією.
У минулому через Перник проходив один з найстаріших і найважливіших торгових шляхів на Балканах — Софія — Салоніки. Крім частини залізничної лінії, що зв'язує Центральну Європу та Грецію, через місто проходять ділянки Пан'європейських транспортних коридорів 4 та 8, посилання= Європейська дорога E79 — автострада Люлин, автострада Струма, європейська дорога E871.

### Демографія
Загальна площа міста складає 28 862 га, у тому числі райони Бела Вода, Ізток, Тева і Калкас, з населенням 93 424 чол. Населення муніципалітету становить 111 799 жителів, з них 33 401 молодь (до 25 років).
Місто є економічним, культурним і адміністративним центром громади з двома містами і 22 селами із загальною площею 461,1 км2, що перевищує середню площу муніципалітетів в Болгарії — 427 км 2. Кількість людей у працездатному віці становить близько 65,3 тис., Пенсіонерів — 26 129 осіб. Жінок більше, ніж чоловіків — 56 835 проти 54 964. Рівень народжуваності 6,1 ‰.

### Рельєф
Перник розташований в Перницький долині на висоті між 700 і 850 м, довжиною 22 км, в оточенні гір Вітоша, Голо Бардо і Люлин. Річка Струма протікає на південь від Черні Вриху і є однією з найбільших річок країни, загальною довжиною 290 км.

### Клімат

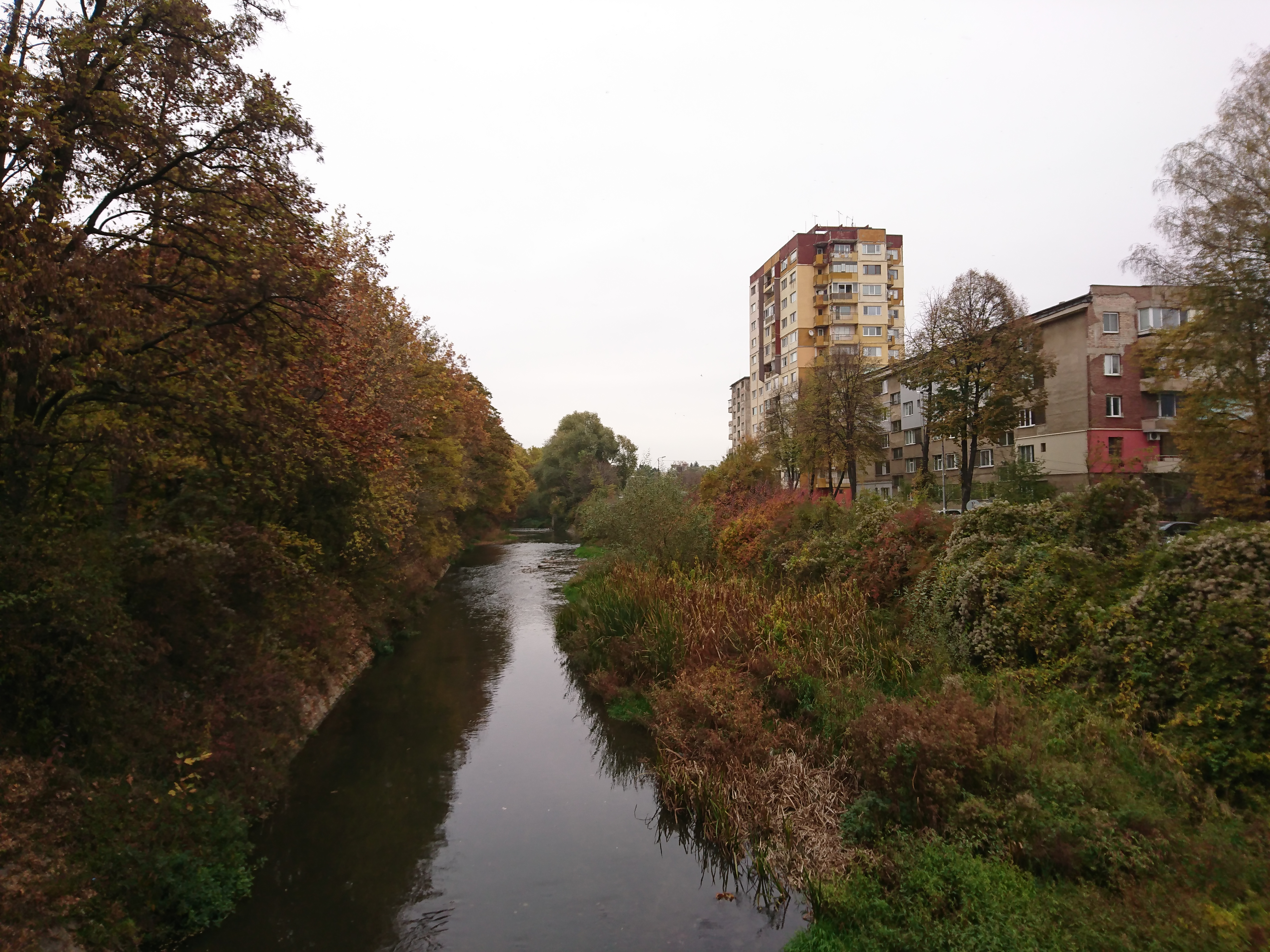
Річка Струма в місті Перник

Перник знаходиться в помірному континентальному кліматі, лише гірський схил Вітоша в гірському кліматичному регіоні. Кліматичні умови визначаються відносно високою середньою висотою — 750 м.
Характерною особливістю клімату є інверсії температури ґрунту, особливо в зимові місяці. Весна відносно пізня — наприкінці березня і на початку квітня. Середня температура весни +9 °С. Влітку середня сезонна температура становить 19,9 °С. Найспекотніший місяць — липень — середньомісячна температура 29,6 °С. Абсолютний температурний максимум становить 38,1 °С. Осінь тепліша за весну, середня сезонна температура 10 °С. Західні і південно-західні вітри, що переважають на північних схилах Голо Бардо, це фени, які найбільш характерні навесні. Відносно велика кількість туманних днів протягом року — 28,8 днів. У теплу половину року вони становлять 2,5, а в холодну — 26,3 дня.

### Екологія
Перник є найбільшим містом в Болгарії за видобутком вугілля.

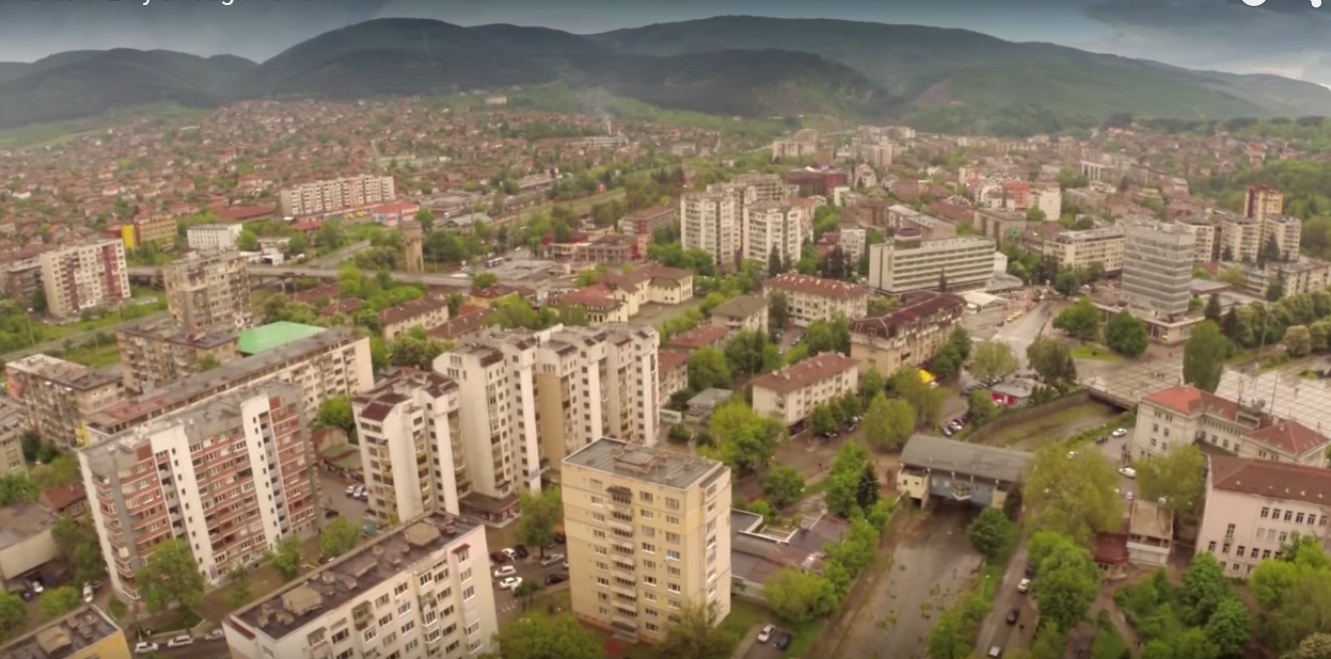
Частина центральних кварталів

## Історія
З найдавніших часів долина Перника забезпечувала сприятливі умови для проживання. Тут була земля, придатна для вирощування, питна вода, просторі пасовища, зручні місця для будівництва житла. Найближчі гори забезпечували чудові умови для полювання. Перші селища з'являються до часів фракійських королівств. У римські часи поселення займало важливе місце на стратегічній дорозі, що з'єднувала Ульпію Сердика (нині Софія) з Ульпією Пауталією (нині Кюстендил).

### До середньовіччя
Найперша історія Перника почалася близько 8000 років тому. Найраніші відомості про поселення в Перницькій області сягають 6000 р. до н. е. (ранній неоліт). Фракійське плем'я агриян згадує Фукідід, коли він розповідав про похід одриського царя Сіталка проти македонців у 429 році. до н. е. Іншими фракійськими племенами в області були граєїти та ілеїти. Їх головним містом було Адева, на руїнах якого був побудований Перник. Багаті археологічні знахідки свідчать про фракійське поселення пізнього неоліту. Тут також знаходили скульптури присвячені божествам Асклепія і Гігіеї, шанованих у цьому районі завдяки наявності багатьох мінеральних джерел.
На місці більш пізньої середньовічної фортеці є залишки римського поселення, включаючи кілька старовинних церков. На вершині пагорба була побудована однонефна церква, побудована на старій будівлі 2-го століття, яка працювала з кінця 4-го століття до кінця 6-го століття н. е. У 30 — 40 метрах на північ від фортечних стін було виявлено ще одну однонефну церкву IV—VI ст. Третя церква з того часу, була знайдена на схилі пагорба на околиці Струми.

### У Болгарії і Візантії
За часів хана Омуртага поселення увійшло до болгарської держави і стало прикордонною фортецею. Фортечна стіна проходить вздовж природних обрисів плато Кракра, шириною понад 2 м і охоплює 4,5 га. Головні ворота знаходилися в північно-східній частині фортеці, починаючи від головної вулиці. Тут розміщалися адміністративні, ділові, житлові та релігійні споруди. Під час археологічних розкопок знайдено багато монет і штамп царя Петра (927—970).
На початку XI століття поселення було неприступною візантійською фортецею, резиденцією легендарного воєводи Кракри Пернишки, що відіграло важливу роль під час Першого Болгарського царства. Сьогодні це одна з найбільших історичних пам'яток міста. Болгари в ущелині Струми будують одну з найпотужніших болгарських фортець — Перник. Ця назва вперше згадується в 9 столітті. Легенди пов'язують ім'я міста з ім'ям бога Перуна. Наприкінці 10-го і початку 11-го століття Перник був адміністративним центром місцевого воєводи Кракри Пернишки — «військового», за словами візантійських літописців Скилиці і Кедрина, який відігравав важливу роль під час Першої Болгарської держави.

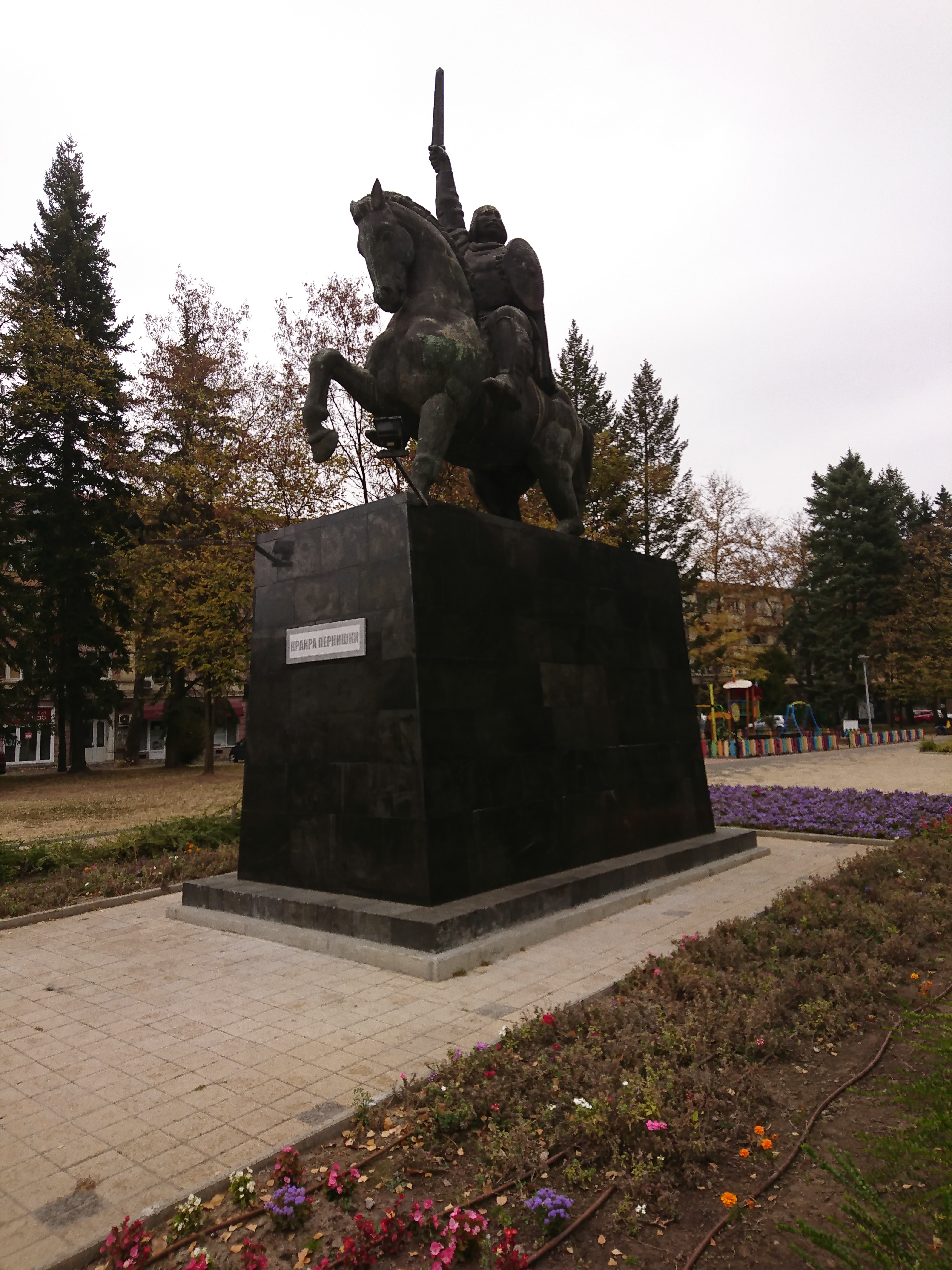
Пам'ятник «Кракра Пернишка»

Особливо великим є внесок Кракра в 1004 р., коли він мужньо захищав свою фортецю і зупинив наступ візантійського імператора Василя II до Сердики. Після тривалої боротьби він відкинув запропоновані ним високі посади, завдав поразки візантійським військам і змусив їх вийти з його району. У 1016 році Кракра Пернишки витримав нову, 88-денну облогу, і після багатьох втрат Василь II знову був змушений вийти. Легенди того часу стверджували, що кров візантійських воїнів пофарбувала на багато років у червоний колір скелі біля підніжжя фортеці Перник. Звідти прийшло ім'я місця — Криваве.
Перник переходить у межі Другого Болгарського царства в 1204 році, фортеця продовжує мати стратегічне значення як центр адміністративного округу.

### У Османській імперії
Створення Османської імперії та падіння Болгарії (1396 р.) поклала кінець важливості фортеці, Перник вже не є адміністративним центром. Його прогрес обумовлений природними ресурсами навколишнього простору.
У спокійній праці і наполегливій праці, і в основному через те, що турки не оселилися в цьому районі, населенню вдалося нормально існувати. У перші століття османського панування місцеве населення звільняється від деяких податків і вважається «вільними суб'єктами» султана. Особливо розвинене було тваринництво. За словами чеського історика Костянтина Іречка, під час нападу на Перник у 1690 р. граф Шенкендорф здобув понад 7 тис. голів великої рогатої худоби. Ця катастрофа, безсумнівно, сильно пошкодила економічному становищу місцевого населення.
У 1869 році австрійський геолог Фердинанд Хохштеттер доручив османському уряду здійснити дослідження у зв'язку з запланованим будівництвом залізниць на європейських кордонах Імперії. Він також досліджує долину Перник, яку він назвав «Царківським буро-вугільним басейном на західних подолах Вітоша». Перше практичне використання вугілля відбулося в 1873 році. італійською комісією, яка проклала через місто залізничну лінію Софія — Кюстендил. Іван Вазов також бере участь у роботі на маршруті.

### Після Звільнення
Визволення застало Перник як невелике сільськогосподарське та пасторальне поселення з населенням близько 1000 осіб, розташованого на обох берегах Струми і біля підніжжя старої фортеці. Винятковий поштовх для подальшого розвитку селища дає вугілля, що лежить в надрах долини Перника.
Новітня історія Перника почалася в минулому столітті з розвитком багатих вугільних родовищ у цій місцевості. Деякі вчені вважають вугілля відомим з X—XI ст. До цього часу вугілля постачалося з Кардіффа, Велика Британія.
У 1878 р. російські солдати копали вугілля біля села Мошино, щоб гріти казарми. У 1879 р уряд намагається експлуатувати вугільні родовища, але через відсутність кваліфікованого персоналу підприємство не працює.
У 1891 р. проведено обстеження родовищ біля села Перник. У липні 1891 р. Міністерство фінансів видало наказ про їх експлуатацію, а проект підготували інженери Димитар Юрданов і Канчо Садаков. Під їхнім керівництвом 17 серпня 1891 р. 114 робітників почали видобувати вугілля в двох місцевостях навколо села Перник — Кулата (більш відомі як Старі шахти) і Белі Брег. До кінця року було зібрано 8429 тонн вугілля.
З будівництвом перших гірничих кварталів на терасах річки Струма — початок шахтарського села Перник. Вже кілька десятиліть він є енергетичним серцем Болгарії.

### На початку 20 століття
З 1892 по 1926 рік Перник відзначає одне з найбільших зростань населення Болгарії — від 1 413 до 12 296 чоловік. Вперше в Болгарії у 1895 р. збудована електроенергетична станція. У 1893 р. відкрито залізничний вокзал м. Перник лінія Софія — Кюстендил. Будівництво гірничодобувних підприємств — ТЕЦ потужністю 3 000 В, відкрите в 1918 р., 6 000 В в 1929 р., поширюється електрифікація Перника і навколишніх населених пунктів.
Розгортається соціальне та культурне життя — у 1919 році було створено робітничий театр, створено освітні та товариства. Було створено санітарну службу, а в 1925 році розпочала роботу професійна пожежна команда. Перник має вигляд промислового міста, подібного до багатьох шахтарських поселень у Західній Європі. 26 червня 1929 р. указом царя Бориса III Перник був оголошений містом.

### При соціалізмі
У ці роки місто продовжувало розвиток промисловості. У 1948 році з'явився машинобудівний завод. Між 1950 і 1970 роками розпочали свою роботу ТЕС, металургійний завод, завод «Ферромагніт», завод спеціальних сталевих профілів.
- 1982 — побудований і сформований сучасний центр Перника.
- 22 травня 2012 — сильний землетрус трясе Перник. Має потужність у 5,8 балів із епіцентром між селами Мешица і Витанивці, за 5 км на північний захід від центру Перника.
- 19 листопада 2015 року відреставрований центральний район міста

## Релігія

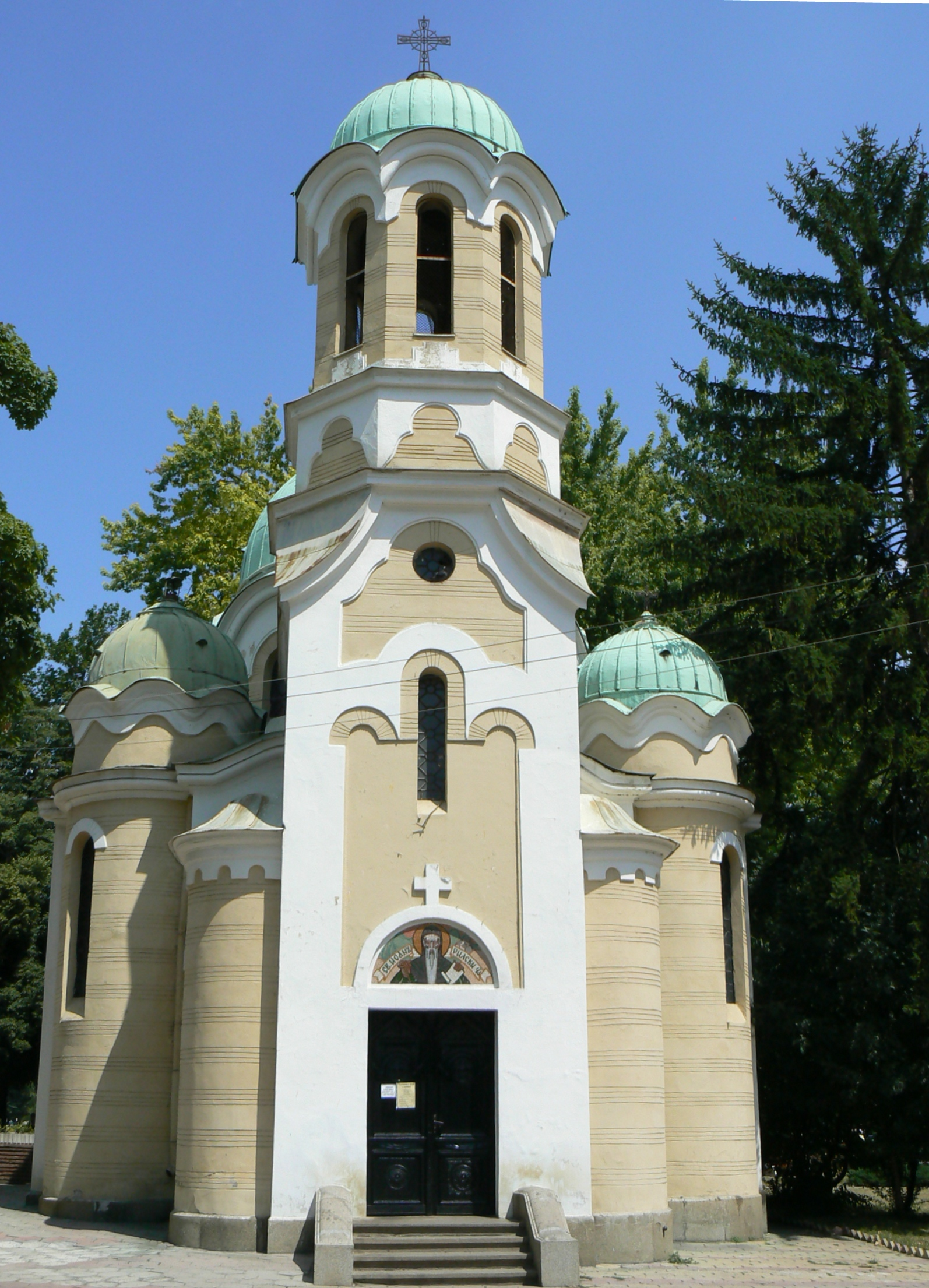
Церква Святого Івана Рильського перед будівлею муніципальної та обласної адміністрації

Найрозповсюдженішою релігією в Пернику і прилеглих до неї територіях є східне православ'я. Більшість мешканців міста (понад 95 %) заявляють, що вони є болгарами. У цьому районі немає мечетей, синагог і католицьких церков. На території міста є євангельська п'ятидесятницька церква, яка була заснована в 1920 році. Детальніше про населення Перника на сайті Статистика населення Із. [Архівовано 22 листопада 2021 у Wayback Machine.] Європа [Архівовано 22 листопада 2021 у Wayback Machine.].

## Економіка

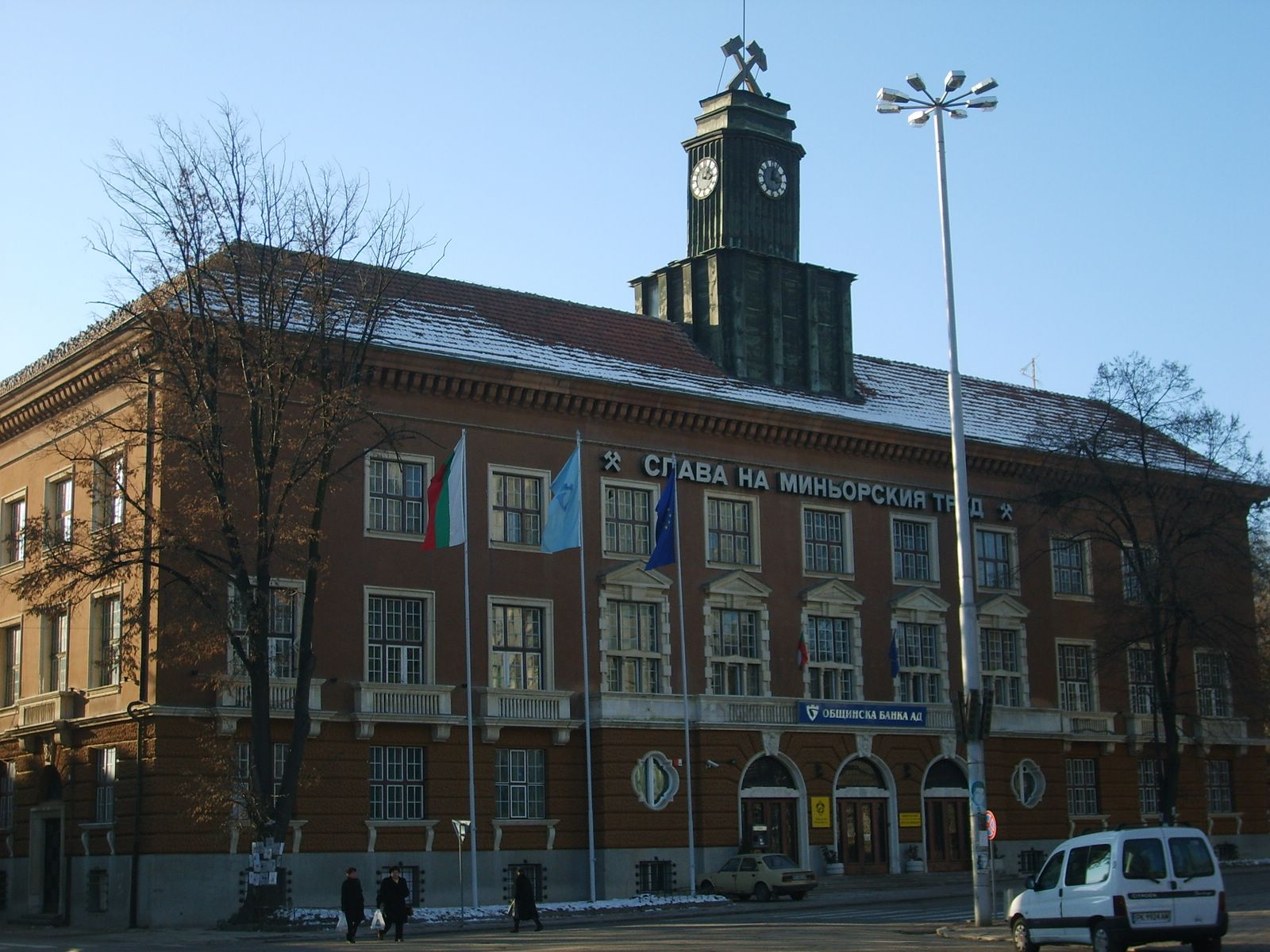
Гірнича дирекція

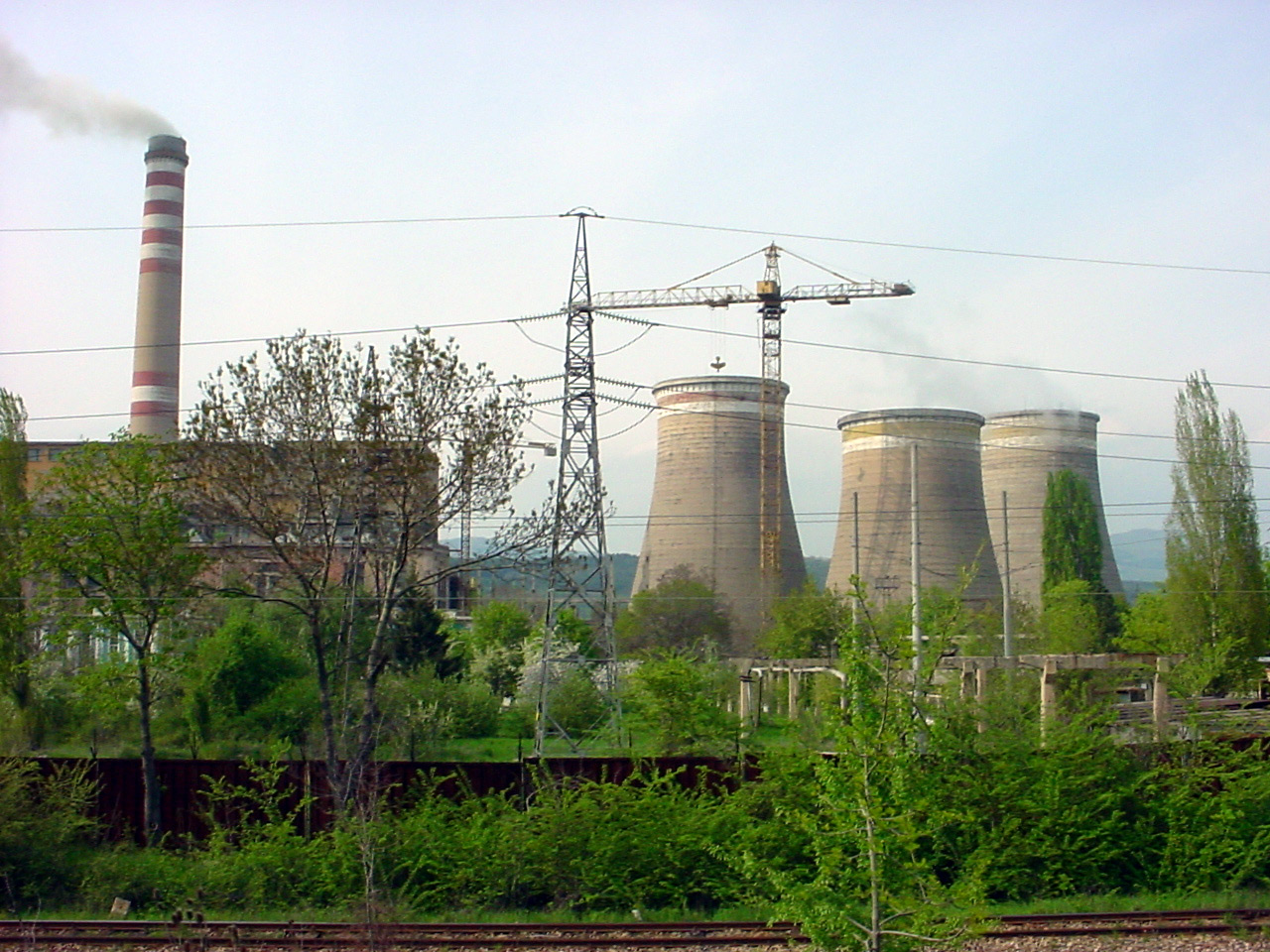
ТЕЦ

У регіональній економіці провідну роль грає чорна металургія, сталеливарна промисловість  [Архівовано 20 березня 2022 у Wayback Machine.], завод спеціальних сталевих профілів «Благой Попов», «Солідус» електроенергетика та теплоенергетика («Перникська теплова електростанція»), машинобудівна та металообробна промисловість — завод «Прамет», перший машинобудівний завод «Струма», металообробний завод, завод металопродукції та машин «Мінералмаш», завод металоконструкцій і цинкування «Колхіда метал», ТОВ «Центральна ремонтна база — Перник», технічне обслуговування і ремонт важкої механізації; електротехніка — «Інкомс», «Лемі трафо», «Відкритий видобуток» — «Гірничодобувна промисловість шахт» і Центральна збагачувальна фабрика, промислове зрідження — «Air Liquide Bulgaria», бетонні вироби, бордюри, тротуари та інші. Зростає частка легкої промисловості — продукція одягу та текстилю, торгівлі та послуг.

### Транспорт
Перник обслуговується постійними міськими та міжміськими автобусними лініями. У місті є широкий спектр таксі. Існують регулярні автобусні маршрути до столиці Софії, міст і сіл Перницького району. Перник є важливим залізничним вузлом по трасі між столицею та Грецією.
Через місто Перник проходять:
- Пан'європейський транспортний коридор 4 через європейську дорога E79 — автострада Люлин і автострада Струма;
- Пан'європейський транспортний коридор 8 через європейську дорогу E871 — першокласна дорога до Кюстендильської області та болгарсько-македонського кордону;
- Республіканська дорога II-63 до міста Тран і болгарсько-сербського кордону.

До 2016 року в місті діяла тролейбусна мережа. 13 квітня 2016 року міська влада Перника ухвалила рішення про ліквідацію тролейбусного руху, який планували замінити електробусами. Остаточно тролейбусний рух припинений 10 грудня 2016 року.
13 квітня 2017 року завершено демонтаж контактної мережі та тягових підстанцій у місті.

## ЗМІ

### Інтернет-сайти
- PernikRSS — всі новини про місто Перник в одному місці
- iPernik [Архівовано 14 березня 2022 у Wayback Machine.] — Перник: про людей та події
- Pernik.org [Архівовано 20 грудня 2021 у Wayback Machine.] — новини Перника та області
- Агентство «Перник сьогодні» [Архівовано 15 лютого 2022 у Wayback Machine.] — новини з Перника
- Перник Сьогодні [Архівовано 9 січня 2022 у Wayback Machine.] — все про Перник: бізнес, новини, оголошення, ігри, історія, географія, культура та багато іншого
- Інформаційне агентство «ЗаПернік» [Архівовано 22 березня 2022 у Wayback Machine.] — новини з Перника [Архівовано 22 березня 2022 у Wayback Machine.]
- Новини про Перник — новини в Пернику
- PernikOnline.com [Архівовано 30 квітня 2019 у Wayback Machine.] — новини
- Перник Новини [Архівовано 3 березня 2022 у Wayback Machine.] — у тандемі з новинами
- Studiopernik.com [Архівовано 24 травня 2019 у Wayback Machine.] — новини

### Радіо та телебачення
- Телеканал Krakra [Архівовано 7 травня 2021 у Wayback Machine.] має цілодобовий графік роботи, який включає широкий спектр програм: новини, публікації, розваги, музику, дитячі, культурні та інші шоу. Новини виходять з жовтня 1994 року, і з самого початку вони мають регіональну спрямованість. Він знімає і випускає документальні фільми, які відтворюють минуле і відображають сучасний стан людей Перникського краю.
- Радіо PRO FM — 1 травня 2009 року на 107 МГц у Пернику запустила нову радіостанцію. З 4 жовтня 2011 року на цій частоті передається Софійське радіо «Enjoy».
- Радіо Кракра [Архівовано 7 травня 2021 у Wayback Machine.] транслює з 1996 по 2001 рік на 101,70 МГц. З 2004 року трансляція була відновлена на 107,90 МГц.
- Радіо «Ультра» транслює по Пернику з початку 2004 року, 26 травня 2005 року — і для Благоєвграда, з початку вересня 2005 року — і в Петричі, жовтні того ж року — і в Кресні. Радіо «Ультра» — перша радіонавігація в Південно-західній Болгарії.
- Радіостанція «Фокус» [Архівовано 21 березня 2019 у Wayback Machine.] транслює станом на 31.03.2008 р. На частоті 90,30 МГц після того, як інформаційне агентство «Фокус» закупило радіо «Екстрім».
- Муніципальне радіо передає популярну болгарську та зарубіжну музику, засідання муніципальної ради, новини з Перника та країни та інші шоу.

### Друковані видання
- «Міська газета» [Архівовано 14 березня 2022 у Wayback Machine.] — це приватна щоденна газета. Перший випуск вийшов 19 серпня 1993 року. Розповсюджується в Пернику, Брезнику, Радомирі, Тране, Ковачевці, Земені та інших населених пунктах з Пернинського району. Все життя в Перницькому районі — економічне, фінансове, політичне, спортивне та культурне — знаходиться на сторінках газети. З проблематичними статтями, аналізом та журналістськими розслідуваннями відбиваються найгарячіші теми повсякденного життя регіону.
- Газета «СуПерник» [Архівовано 5 січня 2022 у Wayback Machine.] — виходить щодня.
- Газета Інфопошта — безкоштовна газета надає компаніям регіону можливість просувати свій бізнес.
- «Життя в місті» — журнал і культурно-інформаційний путівник міста Перник.
- Газета Грош — щотижнева газета для невеликих оголошень з Перника, Радомира, Брезника, Тран і селищ.

## Освіта

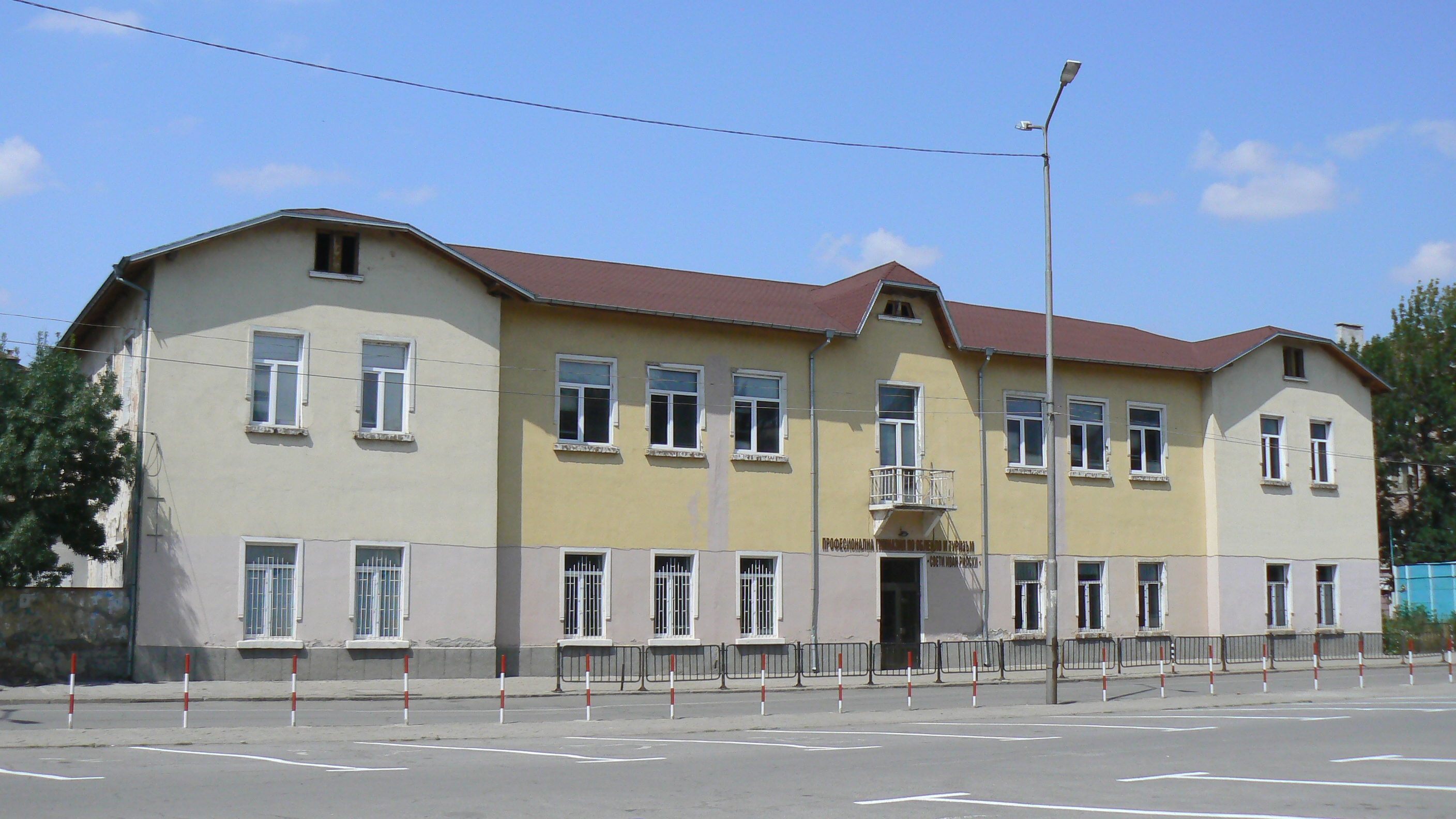
Будівля професійно-технічної школи одягу та туризму

Розвиток міста та його розширення призводять до його культурного та освітнього розвитку. У 1900 році в Пернику була невелика сільська школа. Зараз в місті є 11 початкових шкіл, природнича школа, школа іноземних мов, 5 середніх шкіл, 6 професійно-технічних навчальних закладів, спортивна школа та Європейський політехнічний університет.

## Культура

### Бібліотеки
Найбільшим книжковим магазином і головним довідковим та інформаційним центром на території області є Бібліотека Святослава Минкова. Бібліотека налічує близько 292 тис. видань. Вона була створена в 1955 році як міська масова бібліотека і названа на честь великого болгарського письменника Светослава Мінькова. Бібліотека організовує виставки та літературні зустрічі з видавцями та авторами.

### Палац культури
Палац культури — це культурний центр і установа, що здійснює діяльність з створення, поширення та збереження культурних цінностей в Пернику. Це був найбільший культурний центр на всьому Балканському півострові.

### Драматичний театр «Боян Дановський»
Муніципальний драматичний театр міста Перник був заснований у 1919 році і названий на честь актора Бояна Дановського. Він має сучасну сцену, салон на 500 глядачів, великі можливості для художнього освітлення та музичних аранжувань. Внаслідок короткого замикання в 2004 році театр був зруйнований пожежею, але театр отримав невеликий зал в Об'єднаному дитячому комплексі. Згорілий зал був повністю відремонтований та модернізований. З 2013 року театр знову повертається до залу Палацу культури. Театр нагороджений багатьма національними нагородами, включаючи нагороду Спілки болгарських художників. На сцені виступають найвідоміші режисери, художники та художники: Леон Даніель, Крикор Азарян, Христо Христов, Здравко Мітков.

### Музеї
| Об'єкт                                             | Опис | Фото |
| -------------------------------------------------- | --- | ---- |
| Історичний музей                                   | Історичний музей був заснований в 1953 році. Він має головний фонд у 17 085 одиниць і допоміжний — 37 833 одиниць, у колекціях: доісторична кераміка, знахідки з фортеці Кракра, таблички фракійського вершника з святилища, колекція ікон , нумізматична колекція, тканини, кераміка, англійська та російська зброя періоду антифашистської боротьби. На вході в музей є невеликий лапідарій. |      |
| Музей гірничої справи                              | Музей підземного гірництва відкрив свої двері в 1986 році. Він розташований у збережених галереях першого підземного рудника, який діє з 1891 року. Музейні галереї завдовжки 630 м. Експозиція відстежує розвиток видобутку вугілля — від видобутку вугілля молотками до сучасних методів розробки комбайнами; від вивезення вугілля сумками і візками до транспортування електричними машинами. Більшість експонатів є оригінальними, створюючи автентичну атмосферу. На початку 90-х років 20 століття музей піддався грабежу, а від листопада 2008 року музей управляється комунальним підприємством «Культурно-інформаційний центр». Центр працює над відновленням та збагаченням виставки, а також робить музей унікальним туристичним об'єктом для Балканського півострова. Відвідування музею супроводжуються мультимедійними презентаціями. З 27 червня 2009 року відкритий для відвідування, музей може відвідувати групи не менше 5 і не більше 20 осіб; з понеділка по п'ятницю з 9.00 до 16.00. Візити повідомляються заздалегідь за телефоном 076/60 81 31 та 0885 400 725 |      |
| Меморіальний комплекс, присвячений гірничій справі | Меморіал «Гірнича робота» був відкритий в 1982 році. Він був створений творчим колективом — скульптором Секулом Крумовим, архітекторами та інженерами — і є оригінальним архітектурним акцентом у центральному районі міста. Чорний мармур, зовнішній план і внутрішній простір комплексу відтворюють тектоніку вугільних пластів і умови роботи під землею. У внутрішньому просторі є дев'ять скульптурних композицій загальною вагою 30 тонн. Бронза, яку використовували для виготовлення, була відлита з патронів. Скульптури показують сцени роботи шахтарів. На початку 90-х років ХХ століття меморіал був закритий. З листопада 2008 року ділянка керується ОП «Культурно-інформаційний центр». Центр зосереджує свої зусилля на тому, щоб зробити цей унікальний пам'ятник архітектури привабливим місцем для культурних заходів. Тут часто проводяться різноманітні концерти, виставки, діє літній кінотеатр. |      |
| Фортеця Кракра                                     | Середньовічна фортеця Кракра на південному краю міста, в 2 км від центру. Вона розташована на правому березі Струми і пов'язана з ім'ям воєводи Кракра Пернишки, про якого у візантійських хроніках збереглися письмові свідчення. Розглянуто і відновлено в 1975—1985 роках. |      |
| Стародавнє святилище                               | Стародавній заповідник біля церкви 2 — 4 століття присвячений богам здоров'я. Він розташований на рівнині на березі річки Рударці. Він складається з культового подвір'я (24х28 м), у його збереженій частині знаходиться невеликий храм і монументальний вівтар. |      |
| Храм «Святий Спас»                                 | Влітку 2004 року археологи з історичного музею міста відкрили храм 14-го століття в районі Оброчище на пагорбі Кракра в Пернику. Будівля має понад 290 м² відкритих майданчиків. Стіни храму завтовшки до двох метрів, прикрашені фресками. Навколо храму були знайдені залишки могил, найдавніша — XII—XIII століття. Частина могил знаходиться в самих стінах. Після будівництва в 1903 році каплиці "Св. Спас ", залишки якої знаходяться в м. Оброчиште, майстри потрапили в залишки церкви. Під час розкопок археологи виявили збережену скляну посудину з маззю в одній з ніш каплиці, яка була побудована на середньовічному храмі. |      |

### Культурні центри

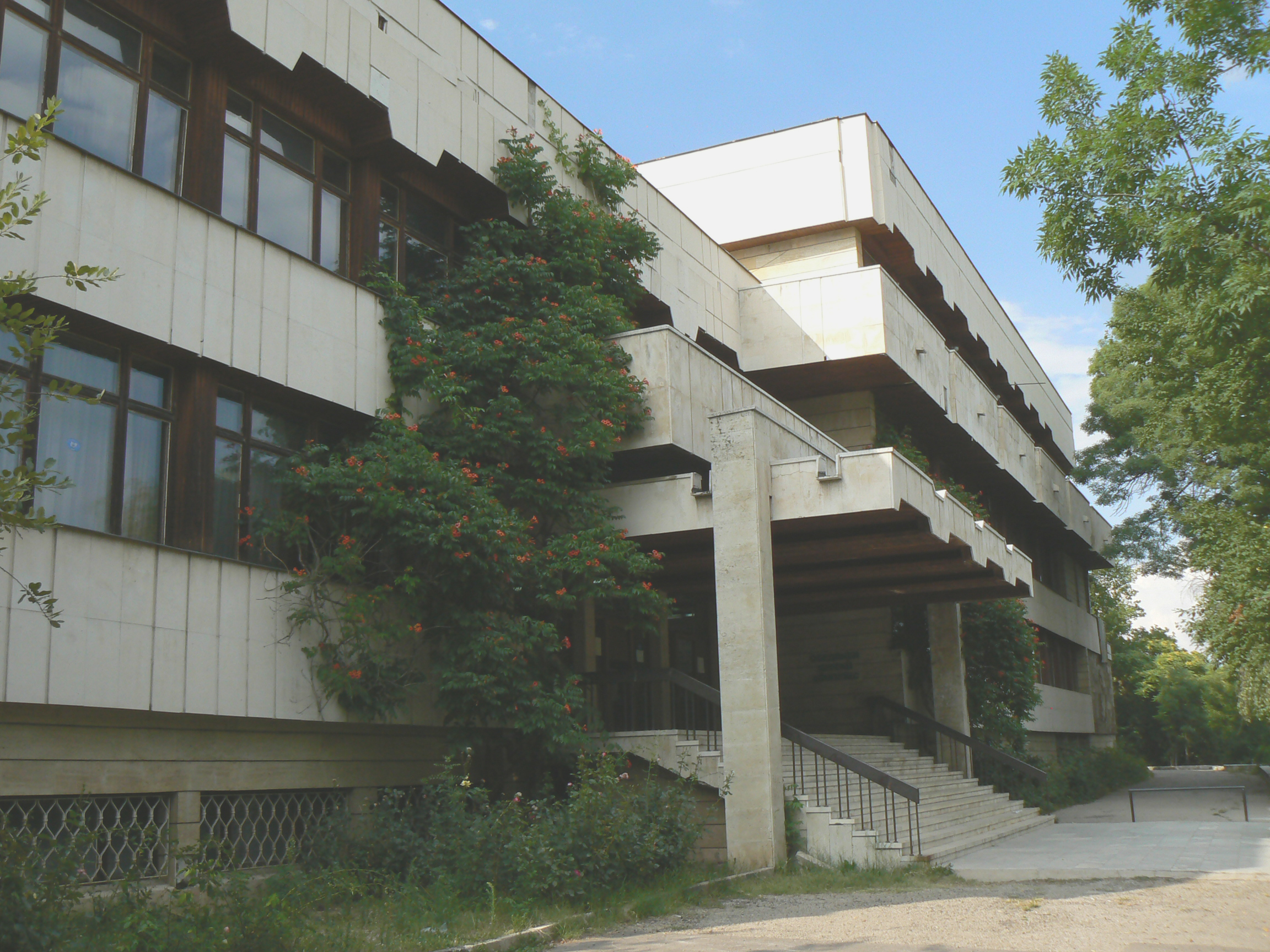
Об'єднаний дитячий комплекс

- Муніципальний молодіжний дім, працює над ініціативами, пов'язаними з різними сферами суспільного життя міста Перник: спорт, екологія та молодіжна діяльність, профілактика та соціальна діяльність, освіта та культура.
- Обласний молодіжний дім — кв. Мошино
- Об'єднаний дитячий комплекс
- Декілька громадських центрів

## Регулярні події

### Фестиваль «Сурва»

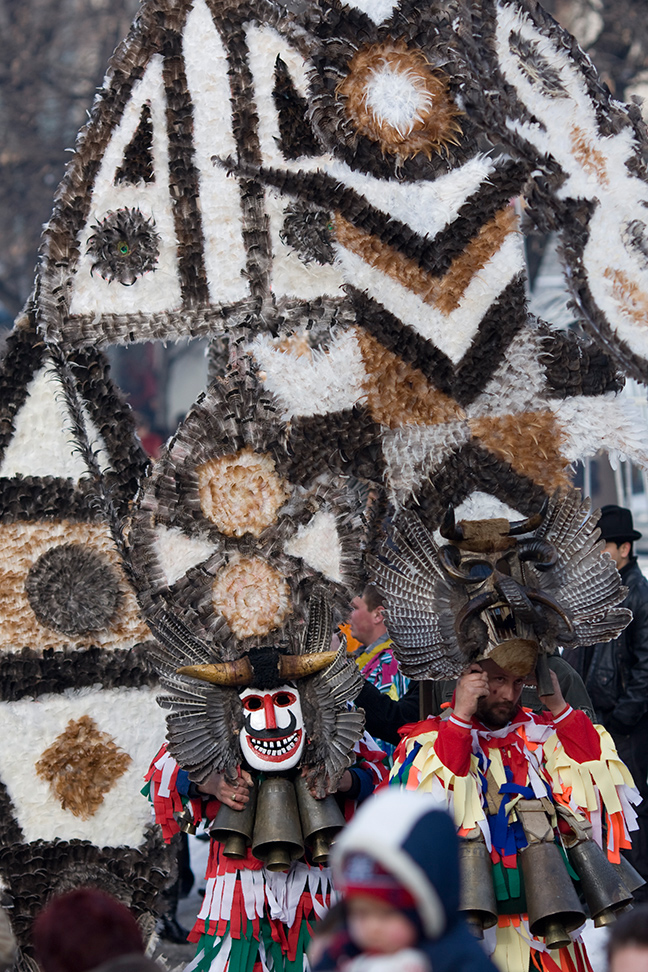
Фестиваль «Сурва»

Міжнародний фестиваль маскарадних ігор «Сурва» в Пернику є найпрестижнішим європейським виразом традиційних народних ігор і звичаїв з масками. Він популяризував версії стародавніх ритуалів болгар, що входять до балканської фольклорної традиції.
Фестиваль організовується муніципалітетом Перник з 1966 року. З 1985 року він має статус міжнародного. У 1995 році Перник був прийнятий членом Федерації європейських карнавальних міст. 26 червня 2009 року, під час урочистого засідання міської ради м. Перник оголошений європейською столицею традицій. Рішення було ухвалене в Которі, Чорногорія. З 2008 року Міжнародний фестиваль маскарадних ігор проводиться щорічно в останню суботу і неділю січня. Його найпривабливіший акцент — дводенне дефіле маскарадних груп з країни та з-за кордону.
Традиційно в конкурсі фестивалю беруть участь близько 6 тис. осіб, які зібрали близько 100 маскарадних груп з усіх етнографічних регіонів Болгарії та гостей з Європи, Азії та Африки.
2 грудня 2015 року фестиваль «Сурва» в Пернику офіційно увійшов до списку ЮНЕСКО.
- 19 жовтня — день міста Перник
- Листопадські музичні фестивалі
- Конкурс для молодих виконавців класичної музики
- Конкурс для малювання дітей
- Фестиваль для людей з обмеженими можливостями
- Фестиваль хіп-хопу
- Рок-фестиваль
- Липневий Ранок
- Літня археологічна експедиція «Кракра»
- Місія «Літо»

## Визначні пам'ятки

### Античні та середньовічні

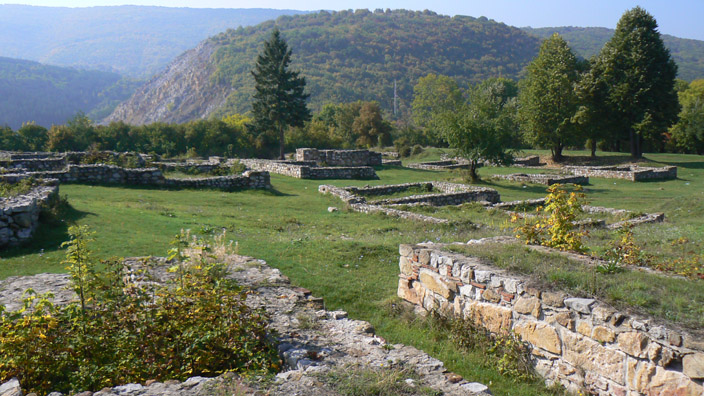
Вид на фортецю Кракра

- Середньовічна фортеця Кракра на південному краю міста, в 2 км від центру.
- Стародавній заповідник біля церкви 2 — 4 століття присвячений богам здоров'я. Він розташований на рівнині, на березі річки Струма. В його збереженій частині знаходиться невеликий храм і монументальний вівтар.
- Стародавнє святилище фракійців VIII—IV ст. до н. е. Воно розташоване недалеко від автостради Струма, поблизу села Дрен, приблизно в 19-20 км на південь від міста Перник. Некрополь був відкритий на початку 2012 року. Унікальний некрополь з відкритими археологічними знахідками золотих фракійських скарбів, які зберігаються в Історичному музеї Перника. Фракійське святилище включено до рейтингу «Чудеса Болгарії» за 2013 рік.

### Храми
- Церква св. Івана Рильського
- Церква св. Георгія
- Церква св. Пророка Іллі
- Церква св. Миколи Чудотворця
- Церква Успіння Діви Марії — * Монастир «Св. Георгія Побідоносця»
- Монастир «Св. Петка»
- Монастир Святого Пантелеймона
- Храм «Св. Спас»

### Природні
- Гора Люлин на північ від Перника. Це на шляху до сіл Дивотіно і Люлин.
- Голо Бардо — гора, що відокремлює долини Перник і Радомир, на яких розташований природний заповідник Остриця.
- Область Св. Води — карстове джерело «Жива вода» знаходиться в районі села Боснек.
- Духлата — є найдовшою печерою в Болгарії (17 600 м) і глибиною 53 м. Це комплексна багатоповерхова лабіринтна система, розташована на 6 поверхах.
- Природний заповідник Остриця розташований на схилах гори Остриця в горах Голо Бардо. Це одна з найдавніших охоронюваних територій на території Болгарії.

## Відомі уродженці
- Божидар Лукарскі (1972) — болгарський юрист і політик, лідер Союзу демократичних сил (СДС) з 2013 р., міністр економіки Болгарії з 2014 р.